# Rocha Fútbol Club
Maillots
Le Rocha Fútbol Club est un club uruguayen de football basé à Rocha.

## Historique
- 1999 : fondation du club